# István Tömörkény

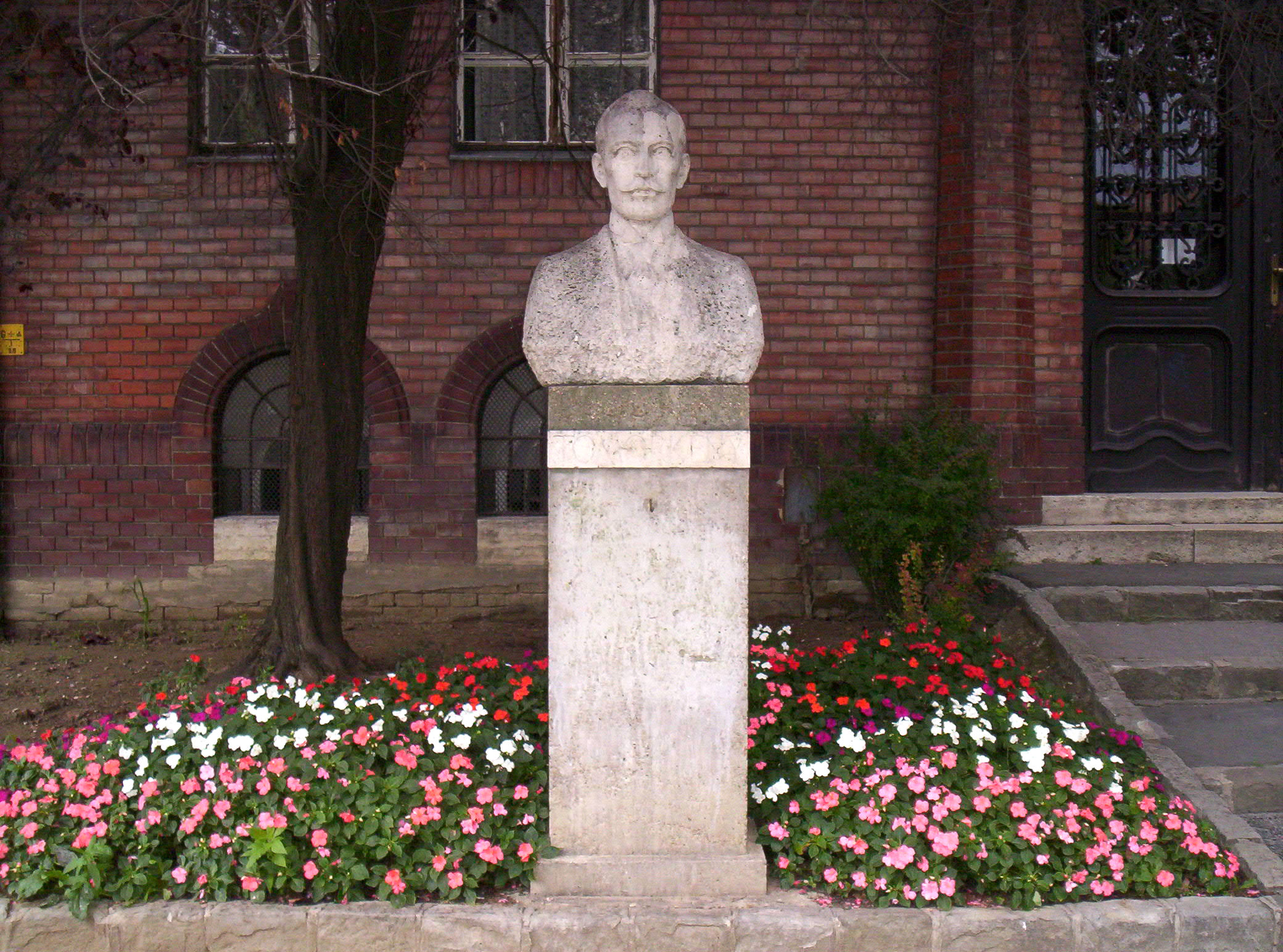
Estatua de István Tömörkény en Szeged.

István Tömörkény (nacido István Steingassner, Cegléd, 21 de diciembre de 1866 - Szeged, 24 de abril de 1917) fue un escritor, periodista, etnógrafo, arqueólogo y director de museo y biblioteca húngaro.

## Biografía
Nació en el seno de una familia suaba de origen austriaco.
A su nacimiento su padre alquiló el restaurante de la estación de ferrocarril de Cegléd.
Inició sus estudios en los escolapios de Szeged, después estudió tres años en el instituto reformado de Makó entre (1877 y 1880).
Sin embargo a los 16 años tuvo que abandonar sus estudios porque la familia se arruinó.
Se hizo aprendiz de boticario para mantenerse.
Entre 1882 y 1886 fue farmacéutico, pero esta carrera no le satisfacía, aspiraba a ser independiente, su propio amo.
Con la ayuda de un pariente entró en el diario Szegedi Híradó como periodista.
Entonces cambió su apellido por el de Tömörkeny ya que en la Hungría de Imperio Austrohúngaro resultaba imposible participar en la vida pública con hombre extranjero.
Aunque la redacción periodística no le proporcionaba una existencia civil segura, fue adecuada para el desenvolvimiento de los talentos de escritor de Tömörkény.
No tenía ni bachillerato ni diploma (no se requería en aquellos tiempo para la farmacia), así en 1888 hubo de alistarse en el ejército, como todos los miembros de los grupos sociales no privilegiados, los campesinos y los trabajadores.
Sirvió dos años en la frontera bosnia- turca, seguramente allí fue donde aprendió serbio.
Y un año en Viena entre 1890 y 1891 donde añadió el alemán literario al dialecto alemán aprendido en su familia. 
Pasó de soldado raso a licenciarse como sargento primero.
El conocimiento de los jóvenes campesinos de la región de Szeged, sus compañeros de milicia, transformó sus experiencias sociales hasta la fecha.

Tras licenciarse se le ocurrió mudarse a Budapest pero después prefirió quedarse en Szeged y entró como periodista en el Szegedi Napló, diario de mentalidad mucho más actual que el Szegedi Híradó 
En 1899 esperaba ser nombrado redactor jefe pero no fue así.
A sugerencia del gran rabino de Szeged Immánuel Löw se empleó en la institución del Museo municipal y la biblioteca de Somogy, que ya entonces se había mudado del actual edificio central del Universidad de Ciencias de Szeged al ecléctico palacio de la Cultura de Szeged, situado en el centro de la ciudad cercano al puente el Castillo y el Teatro Nacional de Szeged.
Llegó a ser la mano derecha de János Reizner (1847-1904) director de la biblioteca y del museo.
Junto a Reizner adquirió las tareas bibliotecarias y museística, mientras asistió también a los cursos de especialización organizados por la "Inspección Nacional de Museos y Bibliotecas", en 1900 finalizó el Bibliotecología, en 1901 el de Historia Natural y en 1903 el de Etnografía y el de Arqueología.
Tras la muerte de János Reizner, en 1904 Tömörkény se convirtió en director de la biblioteca y el museo hasta su fallecimiento acaecido en 1917.

## Actividad
Fue un reto aumentar, prácticamente sólo con la ayuda de Ferenc Móra, los 40.000 volúmenes de la biblioteca del canónigo de Esztergom Károly Somogyi, catalogarlos, prestarlos a los lectores y reunir todas los dominios de la ciencia museológica, sistematizar, ocuparse de la Numismática, la Historia Natural, Arqueología, la Historia Local, las Artes, y además el firme propósito de Tömörkény de formar y ampliar la colección etnográfica.
La época apoyó esta iniciativa, empezaron a apreciar la cultura popular desde el milenio.
Pero el material etnográfico de Szeged no se hubiera recogido sin Tömörkény, asistíamos al último instante, en una época de grandes cambios, cuando tras la inundación de 1879 predomina el Szeged palaciego, y se inicia el desarrollo burgués, la modernización y empieza a transformarse de raíz el hasta entonces tradicional mundo campesino y de los barqueros del Tisza, quienes frecuentemente vivían de la primavera hasta bien entrado el otoño en sus gabarras junto con sus familias. 
Sándor Bálint etnógrafo e historiador del arte, László Péter historiador de la literatura y local y András Lengyel historiador de la literatura y museólogo pudieron realmente valorar los seis mil objetos con los que se enriqueció el museo gracias a Tömörkény.
Posteriormente durante décadas prácticamente sólo pudieron aumentar la colección con un sexto de esa cantidad.
Tömörkény contribuyó con 3.500 palabras sin registrar al gran diccionario de Szeged proyectado por Kálmánék Szily, diccionario inconcluso, hasta que en 1957 Sándor Bálint honrando el trabajo lingüístico de Tömörkény lo llevó a término y lo publicó.
La actividad de Tömörkény se caracteriza por la radical y consecuente carencia de ideología, en la literatura trabaja con las herramientas del naturalismo representa los personajes del mundo por él escogido junto con su modo de vida, pensamiento y lengua, en un sinfín de historietas, descripciones de casos, observaciones ocasionales.
"Tömörkény hizo eso mismo con la herramienta de la museología", compiló los valores etnográfico de esa capa, que carecía forzosamente de la perspectiva subjetiva no así de valores morales.
Mientras que daba la bienvenida a la modernidad, temía y con razón el daño de los valores morales.
Su actividad literaria no fue gratuita, atrapó la esencia del Szeged de la época, mostró a la gente sobre quien se construyó el Szeged palaciego.
Fue muy citado, sus obras se publicaron una y otra vez, pero pocos eran lo que lo entendían, la crítica literaria de la época se hacía la displicente, la autorizada prensa esperaba escritos divertidos por su parte, la crítica académica le imputaba la prolijidad de sus descripciones detalladas y exagerada etnografía.
Ferenc Móra quien trabajaba con él, sintiendo las cualidades de Tömörkény colaboró en todo con él, en la compilación del material etnográfico también.
Así como en la organización de las exposiciones del museo, que tuvieron un gran éxito.
En abril de 1917 tras varios días enfermo muere Tömorkény, al día siguiente aparece la necrología de Feren Móra en el Szegedi Napló, en la que puede releerse entre otros:

No sospechaba que él era la mayor rareza del Palacio de la Cultura de Szeged de tal magnitud como no puede encontrarse en ninguno de los museos de Budapest. 
Y nunca pensó que a los ojos de los visitantes del Palacio de la Cultura él sería la atracción más fervorosamente vista.
Alumbrará incluso cuando el Palacio de la Cultura con todo su contenido y pertrechos se conviertan en viejos escombros.

El peso Tömörkény en la Historia de la Civilización es incomparablemente mayor al de cualquiera de sus predecesores y seguidores.
Su obra es la más significativa de las creadas nunca entre las paredes del museo de Szeged.

## Sus relatos en volúmenes literarios
- Szegedi parasztok és egyéb urak (1893)
- Jegenyék alatt (1898)
- Az alföldi rablóvilág történetei (1898, 1988)
- Vízenjárók és kétkezi munkások (1902)
- Gerendás szobákból (1904)
- Förgeteg János mint közerő és más elbeszélések (1905)
- Különféle magyarok meg egyéb népek (1907)
- Napos Tájak (1908)
- Homokos világ (1910)
- Ne engedjük a madarat... s más holmik (1911)
- Bazsarózsák (1912)
- Népek az ország használatában (1917)
- Célszerű szegény emberek (1922)

- Datos: Q1327725
- Multimedia: István Tömörkény / Q1327725